# Trichoniscus beschkovi
Trichoniscus beschkovi är en kräftdjursart som beskrevs av Mikhail P. Andreev 1986B. Trichoniscus beschkovi ingår i släktet Trichoniscus och familjen Trichoniscidae. Inga underarter finns listade i Catalogue of Life.